# Contea di Canyon
La contea di Canyon (in inglese Canyon County) è una contea dello Stato dell'Idaho, negli Stati Uniti. La popolazione al censimento del 2000 era di 131 441 abitanti. Il capoluogo di contea è Caldwell.

## Geografia
La contea si trova nel sud-ovest dello Stato, al confine con l'Oregon. La contea si colloca nella pianura del fiume Snake, tra il fiume Snake a sud e le colline a nord. Il fiume Boise scorre nel centro-nord.

### Contee confinanti
- Contea di Payette - nord
- Contea di Gem - nord-est
- Contea di Ada - est
- Contea di Owyhee - sud
- Contea di Malheur (Oregon) - ovest

## Storia
La contea fu creata nel 1891 da parte della contea di Ada. Alcune fonti indicano che il nome derivi dal canyon formato dal fiume Boise, altre dal fiume Snake.

## Musica
Nampa è la città natale della cantautrice folk Ronee Blakley.

## Comuni

### Cities
- Caldwell (capoluogo)
- Greenleaf
- Melba
- Middleton
- Nampa
- Notus
- Parma
- Star
- Wilder